# 왕과 나 (1999년 영화)
왕과 나(The King and I)는 미국에서 제작된 리처드 리치 감독의 1999년 애니메이션, 가족, 판타지, 뮤지컬 영화이다. 미란다 리차드슨 등이 주연으로 출연하였고 아더 랜킨 주니어 등이 제작에 참여하였다.

## 출연

### 주연
- 미란다 리차드슨
- 이안 리처드슨
- 대럴 하몬드
- 데이빗 번햄
- 애덤 와일리
- 숀 스미스

## 제작진
- 원작자: 리차드 로저스
- 원작자: 오스카 해머스타인 2세
- 총괄프로듀서: 게리 바버